# Santana do Cariri
 (octobre 2019).
Si vous disposez d'ouvrages ou d'articles de référence ou si vous connaissez des sites web de qualité traitant du thème abordé ici, merci de compléter l'article en donnant les références utiles à sa vérifiabilité et en les liant à la section « Notes et références ».
Santana do Cariri est une municipalité brésilienne de l’État du Ceará. En 2010, elle compte 17 181 habitants.

## Source
- (pt) Cet article est partiellement ou en totalité issu de l’article de Wikipédia en portugais intitulé « Santana do Cariri » (voir la liste des auteurs).